# Odorrana chloronota
Odorrana chloronota е вид жаба от семейство Водни жаби (Ranidae). Видът не е застрашен от изчезване.

## Разпространение
Разпространен е във Виетнам, Индия, Камбоджа, Китай, Лаос, Мианмар, Тайланд и Хонконг.